# Databe Besnúnio
Databe (em armênio/arménio: Դաթաբէ; romaniz.: Datʼabē) foi um príncipe armênio do século IV da família Besnúnio, ativo durante o reinado do rei Cosroes III (r. 330–339). Ficou conhecido por sua traição, em apoio aos interesses do Império Sassânida.

## Nome
Databe (Դաթաբէ, Datʼabē) é um nome de origem iraniana, que pode ter derivado do persa médio Dadebai (*Dādbay), que por sua vez pode derivar do iraniano antigo Databaina (*Dāta-b-aina-), "dado por deus".

## Vida
A parentela de Databe é desconhecida. Sabe-se, contudo, que era naapetes (chefe) da família Besnúnio. Durante o reinado do rei Cosroes III (r. 330–339), quando o Império Sassânida invadiu a Armênia, Cosroes ordenou que Databe reunisse tropas irregulares e soldados de elite, que totalizaram 40 mil soldados, e marchasse contra o inimigo. Ao se aproximar dos invasores, decidiu fazer um acordo no qual entregaria Cosroes. Para concretizar seu plano, combinou que os sassânidas deveria emboscar suas tropas, que foram massacradas. Os sobreviventes alcançaram o acampamento do rei e o informaram sobre o ocorrido. Cosroes ordenou que o asparapetes Vache I marchasse com um exército de 30 mil soldados contra Databe e os invasores. Apesar da superioridade numérica dos sassânidas, os armênios venceram-nos em combate. Vache e Vaanes I capturaram Databe e o levaram perante Cosroes, que ordenou que fosse morto por apedrejamento. Sua família, esposa e filhos, que estavam abrigados na ilha de Altamar dos Restúnios, foram massacrados por Vache como punição e as propriedades dos Besnúnios foram confiscadas pela coroa e pela Igreja Armênia.